# Prosperita Open
Prosperita Open je mužský profesionální tenisový turnaj hraný na otevřených dvorcích na červené antuce, který je součástí okruhu ATP Challenger Tour. Pořádán je každoročně v Ostravě od roku 2004, kdy nesl název Ispat Open.

## Přehled finále

### Dvouhra
| Rok  | Vítěz                       | Finalista          | Výsledek           |
| ---- | --------------------------- | ------------------ | ------------------ |
| 2019 | Kamil Majchrzak             | Jannik Sinner      | 6–1, 6–0           |
| 2018 | Arthur De Greef             | Nino Serdarušić    | 4–6, 6–4, 6–2      |
| 2017 | Stefano Travaglia           | Marco Cecchinato   | 6–2, 3–6, 6–4      |
| 2016 | Constant Lestienne          | Zdeněk Kolář       | 6–7(5–7), 6–1, 6–2 |
| 2015 | Iñigo Cervantes             | Adam Pavlásek      | 7–6(7–5), 6–4      |
| 2014 | Andrej Kuzněcov             | Miloslav Mečíř ml. | 2–6, 6–3, 6–0      |
| 2013 | Jiří Veselý                 | Steve Darcis       | 6:4, 6:4           |
| 2012 | Jonathan Dasnières de Veigy | Jan Hájek          | 7–5, 6–2           |
| 2011 | Stéphane Robert             | Ádám Kellner       | 6–1, 6–3           |
| 2010 | Lukáš Rosol                 | Ivan Dodig         | 7–5, 4–6, 7–6(4)   |
| 2009 | Jan Hájek                   | Ivan Dodig         | 7–5, 6–1           |
| 2008 | Jiří Vaněk                  | Jan Hernych        | 6–3, 4–6, 6–1      |
| 2007 | Bohdan Ulihrach             | Lukáš Dlouhý       | 6–4, 6–4           |
| 2006 | Ivo Minář                   | Marcel Granollers  | 6–1, 6–0           |
| 2005 | Lukáš Dlouhý                | Nicolas Devilder   | 6–4, 7–6(4)        |
| 2004 | Janko Tipsarević            | Peter Luczak       | 6–3, 7–6(5)        |

### Čtyřhra
| Rok  | Vítězové                                 | Finalisté                                 | Výsledek                    |
| ---- | ---------------------------------------- | ----------------------------------------- | --------------------------- |
| 2019 | Luca Margaroli Filip Polášek             | Thiemo de Bakker Tallon Griekspoor        | 6–4, 2–6, [10–8]            |
| 2018 | Attila Balázs Gonçalo Oliveira           | Lukáš Rosol Serhij Stachovskyj            | 6–0, 7–5                    |
| 2017 | Džívan Nedunčežijan Franko Škugor        | Rameez Junaid Lukáš Rosol                 | 6–3, 6–2                    |
| 2016 | Sander Arends Tristan-Samuel Weissborn   | Lukáš Dlouhý Hans Podlipnik               | 7–6(10–8), 6–7(4–7), [10–5] |
| 2015 | Andrej Martin Hans Podlipnik-Castillo    | Roman Jebavý Jan Šátral                   | 4–6, 7–5, [10–1]            |
| 2014 | Andrej Kuzněcov Adrián Menéndez-Maceiras | Alessandro Motti Matteo Viola             | 4–6, 6–3, [10–8]            |
| 2013 | Steve Darcis Olivier Rochus              | Tomasz Bednarek Mateusz Kowalczyk         | 7–5, 7–5                    |
| 2012 | Radu Albot Teimuraz Gabašvili            | Adam Pavlásek Jiří Veselý                 | 7–5, 5–7, [10–8]            |
| 2011 | Olivier Charroin Stéphane Robert         | Andis Juška Alexandr Kudrjavcev           | 6–4, 6–3                    |
| 2010 | Martin Fischer Philipp Oswald            | Tomasz Bednarek Mateusz Kowalczyk         | 2–6, 7–6(6), [10–8]         |
| 2009 | Jan Hájek Robin Vik                      | Matúš Horecný Tomáš Janci                 | 6–2, 6–4                    |
| 2008 | Serhij Stachovskyj Tomáš Zíb             | Jan Hernych Igor Zelenay                  | 7–6(6), 3–6, 14–12          |
| 2007 | Bastian Knittel Lukáš Rosol              | Alexandr Krasnoruckij Alexandr Kudrjavcev | 2–6, 7–5, 11–9              |
| 2006 | Jaroslav Pospíšil Pavel Šnobel           | Philipp Marx Torsten Popp                 | 6–4, 6–7(3), 10–6           |
| 2005 | Pavel Šnobel Martin Štěpánek             | Tomáš Cibulec Mariusz Fyrstenberg         | 7–6(1), 2–6, 7–6(4)         |
| 2004 | Tuomas Ketola Petr Pála                  | Łukasz Kubot Tomáš Zíb                    | 6–4, 6–4                    |